# Кеймбридж (Масачузетс)
Вижте пояснителната страница за други значения на Кеймбридж.
Кеймбридж (на английски: Cambridge) е град в щата Масачузетс, САЩ. Кеймбридж се намира в непосредствена близост до град Бостън. Кеймбридж е кръстен на град Кеймбридж в Англия. Населението на Кеймбридж е 113 630 жители (по приблизителна оценка от 2017 г.). Кеймбридж е известен с двата престижни университета в града: Харвардския университет и Масачузетския технологичен институт.

## Известни личности
Родени в Кеймбридж
- Пърси Уилямс Бриджман (1882 – 1961), физик
- Мат Деймън (р. 1970), актьор
- Сузана Кейсен (р. 1948), писателка
- Дейн Кук (р. 1972), комик и актьор
- Е. Е. Къмингс (1894 – 1962), поет
- Уолтър Лангер (1819 – 1891), психоаналитик
- Джеймс Ръсел Лоуел (1899 – 1981), поет
- Ан Макафри (1926 – 2011), писателка
- Дъглас Норт (1920 – 2015), икономист
- Чарлз Елиът Нортън (1827 – 1908), историк на изкуството
- Дъглас Престън (р. 1956), писател
- Пхумипхон Адунядет (р. 1927), крал на Тайланд
- Чарлс Пърс (1839 – 1914), философ
- Алън Рейчинс (р. 1942), актьор
- Дан Харингтън (р. 1945), покер играч
- Оливър Уендел Холмс (1809 – 1894), поет

Починали в Кеймбридж
- Даниел Бел (1919 – 2011), социолог
- Едуард Бернайс (1891 – 1995), социолог
- Емили Грийн Болч (1867 – 1961), икономистка и писателка
- Валтер Гропиус (1883 – 1969), германски архитект
- Джон Кенет Гълбрайт (1908 – 2006), икономист
- Феликс Дойч (1884 – 1964), австрийски психоаналитик и лекар
- Хелене Дойч (1884 – 1982), психоаналитик
- Саймън Кузнец (1901 – 1985), икономист
- Томас Кун (1922 – 1996), философ
- Сам Лангфорд (1883 – 1956), канадски боксьор
- Хенри Уадсуорт Лонгфелоу (1807 – 1882), поет
- Едуард Нортън Лоренц (1917 – 2008), математик и метеоролог
- Беноа Манделброт (1924 – 2010), френски математик
- Франко Модиляни (1918 – 2003), икономист
- Хенри Мъри (1893 – 1988), психолог
- Хуго Мюнстерберг (1863 – 1916), германски психолог
- Чарлз Елиът Нортън (1827 – 1908), историк на изкуството
- Гордън Олпорт (1897 – 1967), психолог
- Робърт Б. Паркър (1932 – 2010), писател
- Ралф Бартън Пери (1876 – 1957), философ
- Едуард Милс Пърсел (1912 – 1997), физик
- Бъръс Фредерик Скинър (1904 – 1990), психолог
- Франк Уилям Таусиг (1859 – 1940), икономист
- Робърт Бърнс Удуърд (1917 – 1979), химик
- Фред Уипъл (1906 – 2004), астроном
- Джон Кинг Феърбанк (1907 – 1991), синолог
- Джон ван Флек (1899 – 1980), физик
- Уилям Шелдън (1898 – 1977), психолог и нумизмат